# Jonathan-Raphaël Bischoffsheim
Jonathan-Raphaël Bischoffsheim (Maguncia, 7 de abril de 1808 - Boitsfort, 5 de febrero de 1883) fue un banquero, político y filántropo belga.

## Biografía
Jonathan-Raphaël Bischoffsheim se casó con Henriette Goldschmidt (1812-1892) en Maguncia el 11 de junio de 1832, con quien tuvo 4 hijos: Clara, Regina, Fernando y Hortense. Después de la revolución belga de 1830, se instala en Bruselas y contribuye al desarrollo del poder financiero belga. Inspiró la política monetaria de la Bélgica independiente, financió préstamos públicos y privados y participó en la creación de numerosas empresas. Se hizo cargo del negocio familiar a partir de 1848, cuando su hermano mayor Louis-Raphaël se mudó a París. Salvó al Banco de Bélgica de la quiebra gracias a un préstamo sin comisiones en 1841. Participó en la gestión financiera de Bélgica y fue asesor de Leopoldo I de Bélgica.
Fue concejal municipal de Bruselas (1848) y senador desde 1868 hasta su muerte.

## Familia
- Hermanos y hermanas :
  - Louis Raphaël Bischoffsheim (Maguncia, 1800 - París, 1873), padre de Raphaël Bischoffsheim
  - Amalia Bischoffsheim (1802)
  - Heinrich Bischoffsheim
  - Clara Bischoffsheim (1810-1876), casada con Meyer Joseph, el conde Cahen de Amberes
- Hijos :
  - Clara Bischoffsheim (1833-1899), casada con Moritz von Hirsch auf Gereuth en 1855
  - Régina Bischoffsheim (1834-1905, casada con Léopold H. Goldschmidt.
  - Ferdinand Bischoffsheim (1837-1909), casado con María Paine ; él es el abuelo de Marie-Laure de Noailles ; Es cofundador, junto con su cuñado Moritz von Hirsch auf Gereuth, del Banco Bischoffsheim de Hirsch, que, absorbido en 1870 por el Banco de Crédito y Depósito de los Países Bajos, dio origen en 1872, tras fusionarse con el Banco de París, al Banco de París y Países Bajos.
  - Hortense Bischoffsheim (1843-1901), casada con Georges Montefiore-Levi en 1866.

## Actividades financieras
Entre 1830 y 1870, Bischoffsheim fundó o participó en muchas de las grandes empresas industriales o de transporte de Bélgica. :
- Floreffe Empresa de Fabricación de Helados y Productos Químicos
- Real Compañía Asturiana de Minas
- Empresa inmobiliaria belga
- Compañía de Ferrocarriles del Norte de Bélgica
- Compañía ferroviaria Turnhout
- Compañía de Charbonnages y Altos Hornos de Ougrée
- Sociedad Anónima de Charbonnages de Courcelles-Nord
- Sociedad limitada para la explotación de patentes John Cockerill

También participó en la creación de numerosas instituciones bancarias.
- 1835 : Banco de Bélgica [4]
- 1848 : Cooperativa de Crédito de Bruselas
- 1850 : Banco Nacional de Bélgica, del que fue uno de los directores de 1850 a 1870
- 1860 : Crédit Communal de Bélgica
- 1867 : Fondo General de Ahorro y Jubilación - CGER

## Puestos políticos
- 1848-1883 : Concejal municipal de la ciudad de Bruselas.
- 1862-1883 : Senador belga .

## Acción filantrópica
Dedicó una parte importante de su actividad y de sus recursos a mejorar la enseñanza y la educación en Bruselas. Cofundador de la Liga de Enseñanza y de la Asociación para la Educación Profesional de las Mujeres (1864), en 1867 se creó en Bruselas un instituto que lleva su nombre, así como lla escuela profesional Funck (1873) y la escuela  Auguste Couvreur (1878).
En 1874, se convirtió en administrador de la Universidad Libre de Bruselas, donde creó una cátedra de lengua árabe.
También hizo donaciones a organizaciones benéficas judías y fue miembro del Consistorio Central Israelita de Bélgica. Tras su muerte, sus herederos donaron parte de su fortuna a causas benéficas en Bélgica.

## Homenajes
- Bulevar Bischoffsheim, en Bruselas.
- Plaza Bischoffsheim, en Watermael-Boitsfort
- Instituto Bischoffsheim, en Bruselas.